# فرودگاه پروتازیو دو اولیویرا
فرودگاه پروتازیو دو اولیویرا (به انگلیسی: Protásio de Oliveira Airport) (به زبان بومی: Aeroporto de Belém-Brigadeiro Protásio de Oliveira) یک فرودگاه همگانی مسافربری است که یک باند فرود آسفالت دارد و طول باند آن ۱۵۰۰ متر است. این فرودگاه در شهر بلم کشور برزیل قرار دارد و در ارتفاع ۱۶ متری از سطح دریا واقع شده است.